# Ardeh
Ardeh (ارده en arabe) est un village du Nord du Liban, de la caza de Zghorta.
Ardeh est située à 84 km au nord de Beyrouth, à 4 km de Zgharta.
Le nombre d'habitants d'Ardeh est à peu près 2800.